# جکلین کیم
جکلین کیم (انگلیسی: Jacqueline Kim؛ زادهٔ ۳۱ مارس ۱۹۶۵) یک فیلم‌نامه‌نویس، هنرپیشه، کارگردان، و تهیه‌کننده اهل ایالات متحده آمریکا است.

## گزیده فیلمشناسی
از فیلم‌ها یا برنامه‌های تلویزیونی که وی در آن نقش داشته‌است می‌توان به آثار زیر اشاره کرد.
- اردک‌های قدرتمند (۱۹۹۲)
- تروما (فیلم ۱۹۹۳) (۱۹۹۳)
- افشاگری (فیلم) (۱۹۹۴)
- پیشتازان فضا: نسل‌ها (۱۹۹۴)
- آتشفشان (فیلم ۱۹۹۷) (۱۹۹۷)
- زینا: شاهدخت جنگجو (۱۹۹۷)
- قصر ویران‌شده (۱۹۹۹)
- بخش فوریت‌های پزشکی (مجموعه تلویزیونی) (۲۰۰۰)
- نشان هالیوود (فیلم) (۲۰۰۱)
- بال غربی (مجموعه تلویزیونی) (۲۰۰۱)
- سودمند (۲۰۱۵)